# Helbert Frederico Carreiro da Silva
Helbert Frederico Carreiro da Silva (Nacido en Belo Horizonte, Brasil, 18 de agosto de 1979), más conocido como Fred, es un futbolista brasileño. Juega de volante en el D.C. United, club de la Major League Soccer.

## Clubes
| Club               | País           | Año       |
| ------------------ | -------------- | --------- |
| Olympic Barbacena  | Brasil         | 1997-1998 |
| Tupi FC            | Brasil         | 1997-1998 |
| América Mineiro    | Brasil         | 2001-2004 |
| Guarani FC         | Brasil         | 2005-2006 |
| Melbourne Victory  | Australia      | 2006-2007 |
| D.C. United        | Estados Unidos | 2007-2008 |
| Wellington Phoenix | Nueva Zelanda  | 2008      |
| Philadelphia Union | Estados Unidos | 2010      |
| D.C. United        | Estados Unidos | 2011-     |

## Palmarés

### Campeonatos nacionales
| Título                      | Club              | País           | Año  |
| --------------------------- | ----------------- | -------------- | ---- |
| A-League                    | Melbourne Victory | Australia      | 2007 |
| MLS Supporters' Shield      | D.C. United       | Estados Unidos | 2007 |
| Lamar Hunt U.S. Open Cup\|- | D.C. United       | Estados Unidos | 2008 |